# Guy Butler
Pour les articles homonymes, voir Butler.
Guy Montagu Butler (né le 25 août 1899 à Harrow - mort le 22 février 1981 à St Neots) est un athlète britannique spécialiste du 400 mètres.

## Carrière
Il s'illustre durant l'année 1919 en remportant le 440 yards des championnats britanniques de l'Amateur Athletic Union (AAU). Sélectionné pour les Jeux olympiques de 1920, il se classe deuxième de la finale du 400 m derrière le Canadien Bevil Rudd, puis remporte la médaille d'or du relais 4 × 400 mètres aux côtés de ses compatriotes Cecil Griffiths, Robert Lindsay et John Ainsworth-Davies. L'équipe du Royaume-Uni établit le temps de 3 min 22 s 1 et devance finalement l'Afrique du Sud et la France. Entre 1920 et 1924, Guy Butler remporte le 440 yards de la rencontre Oxford-Cambridge 1921 et 1922, et se classe deuxième des Championnats de l'AAU 1922 et 1923.
En 1924, Guy Butler remporte deux médailles de bronze lors des Jeux olympiques de Paris, sur 400 m et au titre du relais 4 × 400 m. Enseignant au Lancing College depuis 1925, il enlève le titre national du 220 yards en 1926. Deux ans plus tard, il devient le premier athlète britannique à participer à trois éditions des Jeux olympiques. Il s'incline en quart de finale du 200 m.

## Palmarès
| Date | Compétition     | Lieu   | Résultat | Discipline |
| ---- | --------------- | ------ | -------- | ---------- |
| 1920 | Jeux olympiques | Anvers | 2e       | 400 m      |
| 1920 | Jeux olympiques | Anvers | 1er      | 4 × 400 m  |
| 1924 | Jeux olympiques | Paris  | 3e       | 400 m      |
| 1924 | Jeux olympiques | Paris  | 3e       | 4 × 400 m  |